# Le grandi storie della fantascienza 7
Le grandi storie della fantascienza 7 (titolo originale Isaac Asimov Presents the Great SF Stories 7 (1945)) è un'antologia di racconti di fantascienza raccolti e commentati da Isaac Asimov e Martin H. Greenberg. Fa parte della serie Le grandi storie della fantascienza e comprende racconti pubblicati nel 1945.
È stata pubblicata nel 1982 e tradotta in italiano l'anno successivo.

## Racconti
- Gli ondifagi (The Waveries), di Fredric Brown
- Il figlio del pifferaio (Mutant) di Lewis Padgett
- Un nemico vivo o morto (Wanted-An Enemy), di Fritz Leiber
- Vicolo cieco (Blind Alley), di Isaac Asimov
- Corso per corrispondenza (Corrispondence Course), di Raymond F. Jones
- Primo contatto (First Contact), di Murray Leinster
- Venusiani addio (The Vanishing Venusians), di Leigh Brackett
- Nelle tue mani (Into Thy Hands), di Lester Del Rey
- Mimetizzazione (Camouflage, di Henry Kuttner
- Il potere (The Power), di Murray Leinster
- L'uccisore di giganti (Giant Killer), di A. Bertram Chandler
- Ciò che ti serve (What You Need), di Henry Kuttner
- De Profundis (De Profundis), di Murray Leinster
- Pi nel cielo (Pi in the Sky), di Fredric Brown

## Edizioni
- Isaac Asimov Presents The Great SF Stories 7 (1945), DAW Books, 1982.
- Le grandi storie della fantascienza 7 (1945), traduzione di Giampaolo Cossato e Sandro Sandrelli, SIAD Edizioni, 1983.
- Le grandi storie della fantascienza 7, traduzione di Giampaolo Cossato e Sandro Sandrelli, Bompiani, 1992, ISBN 88-452-1841-4.
- Le grandi storie della fantascienza 7, traduzione di Giampaolo Cossato e Sandro Sandrelli, RCS Periodici, 2006.